# (5304) Bazhenov
(5304) Bazhenov es un asteroide perteneciente al cinturón de asteroides, descubierto el 2 de octubre de 1978 por la astrónoma ucraniana Liudmila Zhuravliova desde el Observatorio Astrofísico de Crimea (República de Crimea).

## Designación y nombre
Designado provisionalmente como 1978 TA7. Fue nombrado Bazhenov en homenaje al arquitecto ruso, profesor y teórico de la arquitectura, Vasili Ivánovich Bazhénov.

## Características orbitales
Bazhenov está situado a una distancia media del Sol de 2,981 ua, pudiendo alejarse hasta 3,197 ua y acercarse hasta 2,765 ua. Su excentricidad es 0,072 y la inclinación orbital 8,973 grados. Emplea 1880,22 días en completar una órbita alrededor del Sol.
El próximo acercamiento a la órbita terrestre se producirá el 8 de noviembre de 2198.

## Características físicas
La magnitud absoluta de Bazhenov es 12,7. Tiene 18 km de diámetro y su albedo se estima en 0,065.